# San José de la Luz, Guanajuato
San José de la Luz är en ort i Mexiko.   Den ligger i kommunen San Felipe och delstaten Guanajuato, i den centrala delen av landet, 300 km nordväst om huvudstaden Mexico City. San José de la Luz ligger 2 162 meter över havet och antalet invånare är 209.
Terrängen runt San José de la Luz är varierad. Runt San José de la Luz är det ganska glesbefolkat, med 31 invånare per kvadratkilometer. Närmaste större samhälle är San Felipe, 4,5 km sydväst om San José de la Luz. Trakten runt San José de la Luz består i huvudsak av gräsmarker.